# Yael Grobglas

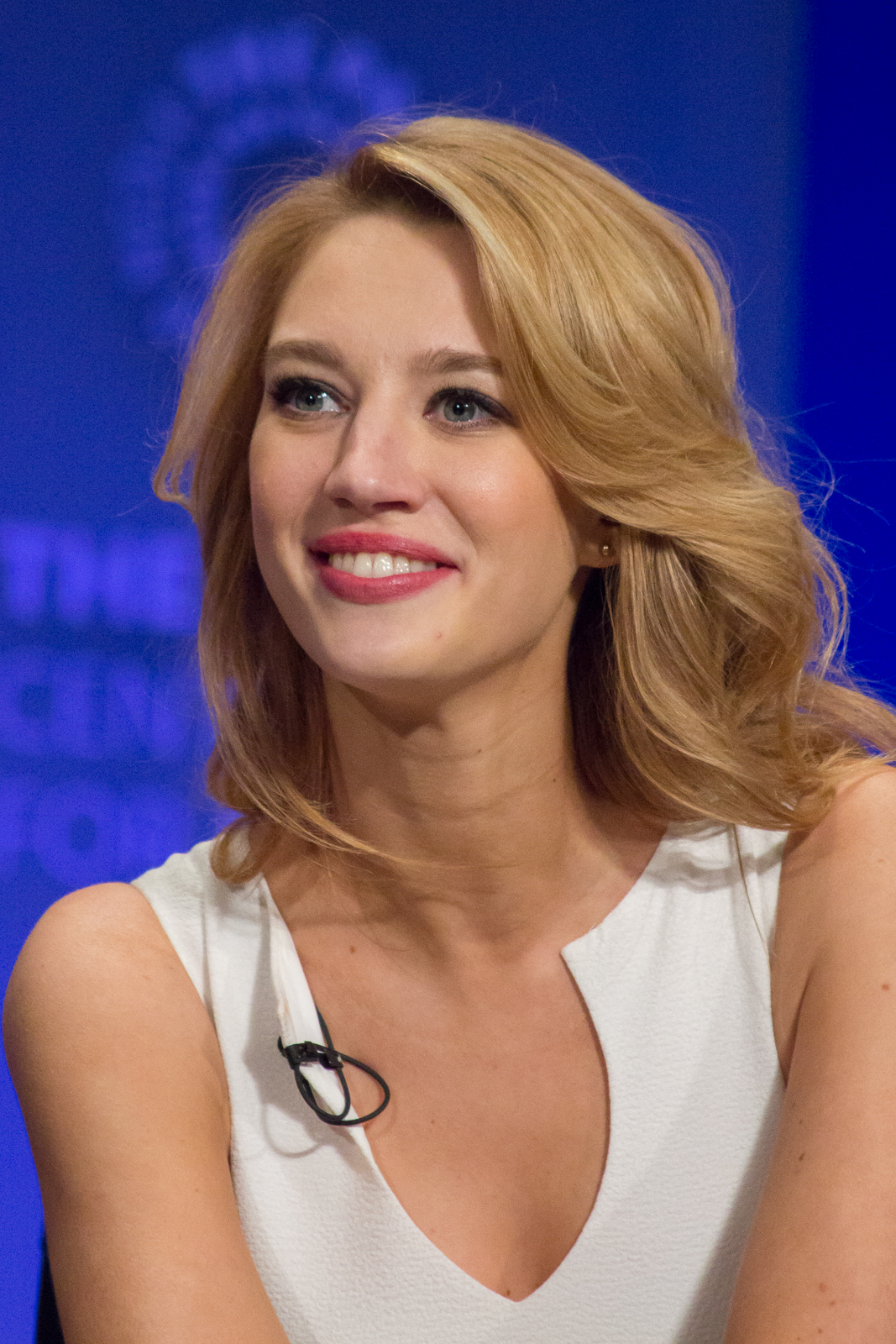
Yael Grobglas (2015)

Yael Grobglas (hebräisch יעל גרובגלס; * 31. Mai 1984 in Paris, Frankreich) ist eine israelische Schauspielerin und ein ehemaliges Model.

## Leben und Karriere
Yael Grobglas wurde als Tochter von französischen und österreichischen Eltern geboren. Als sie drei Jahre alt war, zog die Familie von Frankreich nach Israel. Dort lebte sie in Ra’anana. Grobglas erlernte verschiedene Tänze und war Mitglied in einer Tanzgruppe. Es folgte eine kurze Karriere als Model mit der Modelagentur Elite und Grobglas war in verschiedenen Modenschauen und Werbekampagnen zu sehen. Als sie ihre Leidenschaft zur Schauspielerei entdeckte, nahm sie Schauspielunterricht.
Nach kleineren Rollen bekam sie 2007 die Hauptrolle der Gini in der Science-Fiction-Fernsehserie Ha'yi. Die Serie machte Grobglas über Nacht in Israel bekannt. Sie war bis 2009 in insgesamt 65 Episoden zu sehen. Anschließend schrieb sie sich für ein Vollzeitstudium am Yoram Loewenstein Performing Arts Studio ein. Nebenbei war sie in einigen Werbespots zu sehen.
2013 erhielt sie ihre erste Rolle in den Vereinigten Staaten. Grobglas wurde für die Hauptrolle der America Singer in dem The-CW-Pilotfilm The Selection gecastet. Die potenzielle Fernsehserie basierte auf dem gleichnamigen Roman von Kiera Cass. Jedoch hat The CW im Mai desselben Jahres bekannt gegeben, dass der Pilot keine Serienbestellung erhalten wird. Kurze Zeit später erhielt sie die Nebenrolle der Olivia D'Amencourt in der Dramaserie Reign. Von Oktober 2014 bis 2019 verkörperte sie die Petra Solano in der ebenfalls von The CW produzierten Dramedy Jane the Virgin.
Im Jahr 2015 war sie gemeinsam mit Yon Tumarkin im Horrorfilm JeruZalem zu sehen. Neben diesem stand sie bereits in den Fernsehserien Ha'yi und Split vor der Kamera.
Seit 2007 ist sie mit Artem Kroupenev liiert. 2021 wurden sie Eltern einer Tochter.

## Filmografie (Auswahl)
- 2007–2009: Ha'yi (Fernsehserie, 65 Episoden)
- 2010: Rabies – A Big Slasher Massacre
- 2011–2012: Split (Fernsehserie, 45 Episoden)
- 2013–2014: Reign (Fernsehserie, 7 Episoden)
- 2014–2019: Jane the Virgin (Fernsehserie, 100 Episoden)
- 2015: JeruZalem
- 2016: Crazy Ex-Girlfriend (Fernsehserie, Episode 2x04)
- 2017–2018: Supergirl (Fernsehserie, 2 Episoden)
- 2018: An Interview with God
- 2022: Undone (Fernsehserie, 2 Episoden)
- 2022: Hanukkah on Rye (Fernsehfilm)
- seit 2024: Gremlins – Secrets of the Mogwai (Fernsehserie, Stimme)
- seit 2024: Matlock (Fernsehserie)
- 2025: S.W.A.T. (Fernsehserie)